# Чайные домики

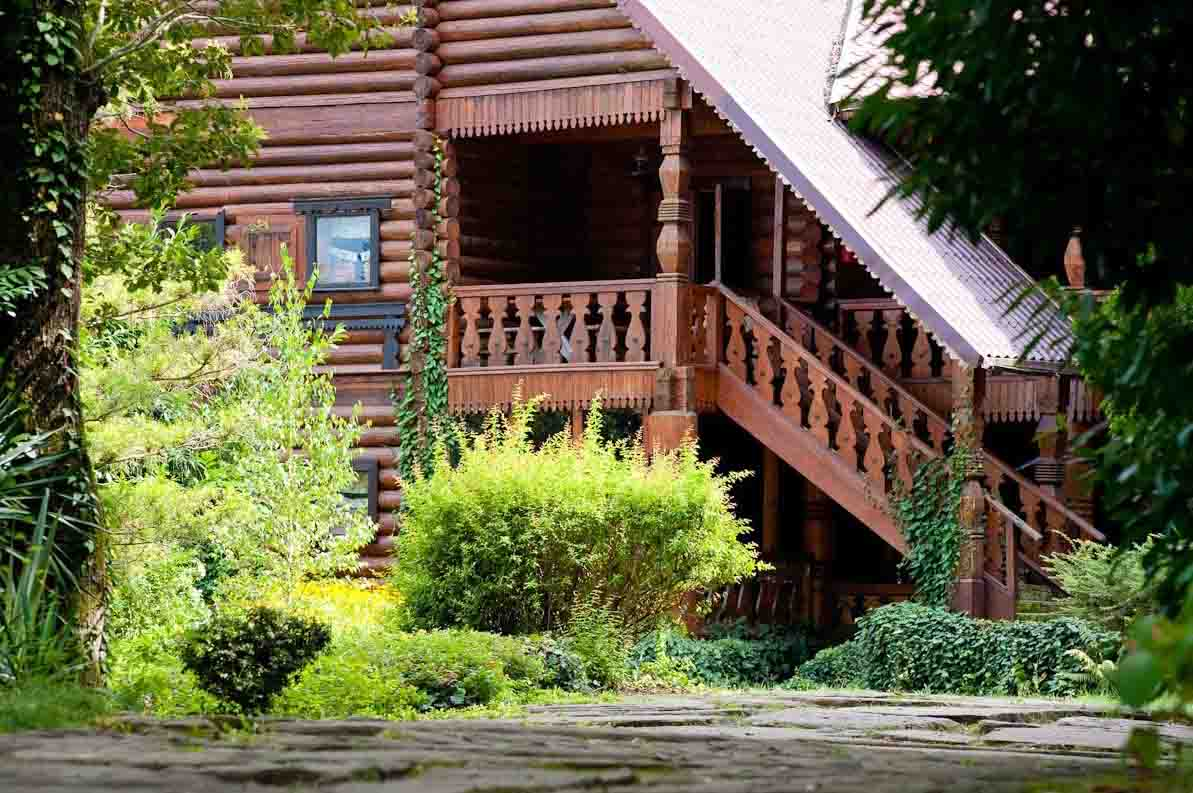

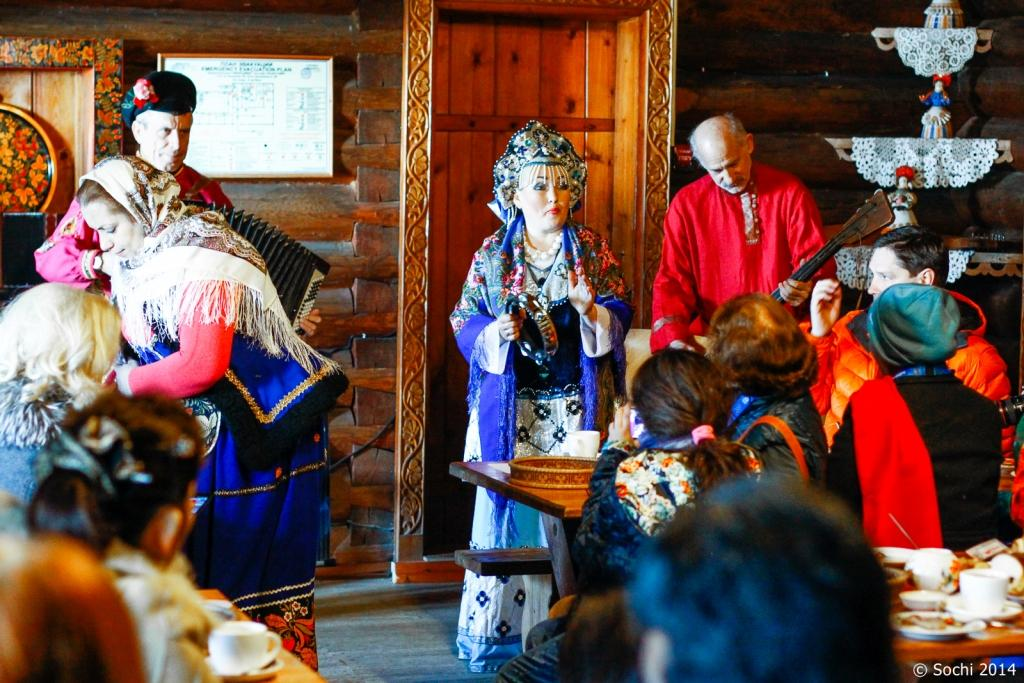

Ча́йные до́мики — экскурсионно-туристический центр в городе Сочи, микрорайон Уч-Дере, 300 м над уровнем моря. Построен в 1979 году. Парковая территория Чайных домиков, протяженностью 800 м, расположена по хребту горы. В главном чайном доме-музее гостям представлены экспонаты русского ремесла. Там же они могут выпить краснодарский чай и поесть. Рядом с основным чайным домом располагаются домик-кухня и беседка. Экскурсионный объект «Чайные домики» входит в список посещений иностранных делегаций. Чайные домики посещал президент Владимир Путин и главы многих государств. Фидель Кастро в прошлом бывал с визитом в Краснодарском крае, где посещал Крымский консервный комбинат, а также участвовал в чаепитии в чайных домиках.

## История
История чайных домиков началась в 1967 году, когда был построен первый сруб татарскими мастерами. Располагались первые два чайных домика значительно ближе к плантации самого северного в мире чая, произрастающего на склонах Кавказских гор в окрестностях Сочи. Позже сохранилась только кухня, которая обслуживала первые два чайных домика, тогда как сами они были разобраны в начале 2000-х годов по «старости».
Главный дом начал строиться в 1977 году, а действовать — с 14 июля 1979 года. Построен по проекту архитектора Ю. Л. Шварцбрейма и соответствует дореволюционной постройке дома зажиточного купца Средней России и Южной Сибири. Создавался для приема иностранных гостей, чтобы показать им самобытную русскую культуру и познакомить с русским промыслом. Строили Дом два с половиной года семья украинцев-гуцулов из прикарпатского города Яремче — отец и трое сыновей. Ландшафтным оформлением территории занимался С. И. Венчагов, и оно почти полностью сохранено в первозданном виде.

## О главном доме и экспонатах
Главный дом представляет собой деревянный сруб, поставленный без единого гвоздя. Дом состоит из двух частей — гостевой и хозяйской, соединенных внутренним крытым двором. Все выдержано в стиле русской постройки, кроме потолков в большом каминном зале и во внутреннем дворе, а также самого камина. Они сделаны в гуцульском стиле и очень украшают дом, в русской постройке — это просто бревенчатый свод. Во внутреннем дворе Дома представлены точные уменьшенные копии музея русского зодчества Кижи, созданные мастером Даньчаковым.
Есть в доме Владимирская светлица. Стены светлицы украшены росписью мастеров триптиха и лаковыми миниатюрами.
В ней представлены:
- Владимирские квасцы (гончарные изделия).
- Финифть
- лаковая миниатюра Ростов Великий.
- Гжель.
- Мстёра
- панно «Ехали цыгане с ярмарки домой», «Молодая вдова», «Церковь на Нерли», «Возвращение князя Владимира с победой домой», «Чаепитие в русском доме».
- Гусь-Хрустальный цветное стекло 2-е работы автора Мурашова из серии «Цветы Алтая» и «Кони».